# Dance Central
Dance Central es un videojuego de música para Xbox 360 que utiliza el Kinect como dispositivo de entrada. El juego fue desarrollado por Harmonix, creadores de las franquicias de Guitar Hero y Rock Band, y es su primer juego para Kinect.

## Jugabilidad
El juego consiste en que el jugador hace determinados pasos de baile realizados por el sensor de movimiento del Kinect y representado en pantalla por uno de los ocho avatares del juego. El juego presenta más de 650 pasos de baile diferentes que abarcan más de 90 rutinas de baile. Hay seis modos disponibles:
- Poco a poco: Es un modo de práctica para los principiantes, para aprender los pasos de baile de cada canción en un proceso paso a paso.
- Actúa: Es el modo normal de un solo jugador, cuyo objetivo es completar las rutinas de baile para obtener un puntuaje alto.
- Entrenamiento: Una extensión del modo regular en el que te da un seguimiento de calorías quemadas, junto con el tiempo de entrenamiento.
- Sin tarjetas: Una extensión del modo regular en el que el jugador debe completar la rutina de baile sin ver los pasos.
- Desafío: Una vez que en un grupo determinado de cuatro canciones, sí se obtiene un mínimo de 4 estrellas en cada una, se desbloquea este modo de juego. Tiene las cuatro canciones combinadas para formar una sola. Sí se completan todos, se desbloquea el desafío final, una combinación de todas las canciones del juego.
- Batalla: Dos jugadores compiten en una batalla cara a cara en una rutina de baile. La persona con puntuación más alta es el ganador. En caso de empate, el ganador es el que fallo un menor número de pasos.[1]

## Avatares
Los avatares son los siguientes:
- Angel
- Miss Aubrey
- Dare
- Eliot
- Emilia
- MacCoy
- Mo
- Oblio
- Taye
- Shinju

Eliot es un personaje secreto, es un robot que se desbloquea después de que uno alcance el rango máximo en el juego o gane cuatro estrellas en el Desafío Final.

## Canciones

### En el Disco
Las siguientes 32 canciones se incluyen en el disco de juego.
| Título de la canción                      | Artista                          | Década | Categoría   | Mapa         |
| ----------------------------------------- | -------------------------------- | ------ | ----------- | ------------ |
| "Body Movin' (Fatboy Slim Remix)"         | Beastie Boys                     | 1990s  | Oblio       | Invite Only  |
| "Brick House"                             | Commodores                       | 1970s  | MacCoy      | Free Skate   |
| "Bust a Move (canción)"                   | Young MC                         | 1980s  | Mo          | Toprock Ave. |
| "C'mon N' Ride It (The Train)"            | Quad City DJ's                   | 1990s  | Dare        | Invite Only  |
| "Can't Get You Out Of My Head"            | Kylie Minogue                    | 2000s  | Miss Aubrey | Studio 675   |
| "Crank That (Soulja Boy)                  | Soulja Boy                       | 2000s  | Mo          | Studio 675   |
| "Days Go By"                              | Dirty Vegas                      | 2000s  | MacCoy      | Studio 675   |
| "Dip It Low"                              | Christina Milian                 | 2000s  | Taye        | Studio 675   |
| "Don't Sweat the Technique"               | Eric B. & Rakim                  | 1990s  | MacCoy      | Invite Only  |
| "Down"                                    | Jay Sean                         | 2000s  | Angel       | Studio 675   |
| "Drop It Like It's Hot"                   | Snoop Dogg ft. Pharrell Williams | 2000s  | Taye        | Studio 675   |
| "Evacuate the Dancefloor"                 | Cascada (banda)                  | 2000s  | Emilia      | Studio 675   |
| "Flava In Ya Ear (Remix)"                 | Craig Mack                       | 1990s  | Taye        | Invite Only  |
| "Funkytown"                               | Lipps Inc.                       | 1980s  | Miss Aubrey | Toprock Ave. |
| "Galang '05"                              | M.I.A. (artista)                 | 2000s  | Dare        | Studio 675   |
| "Hella Good"                              | No Doubt                         | 2000s  | Oblio       | Studio 675   |
| "Hey Mami"                                | FannyPack                        | 2000s  | Miss Aubrey | Studio 675   |
| "I Know You Want Me (Calle Ocho)"         | Pitbull (cantante)               | 2000s  | Angel       | Studio 675   |
| "Jungle Boogie"                           | Kool & the Gang                  | 1970s  | MacCoy      | Free Skate   |
| "Just Dance"                              | Lady Gaga ft. Colby O'Donis      | 2000s  | Dare        | Studio 675   |
| "King of the Dancehall"                   | Beenie Man                       | 2000s  | Angel       | Studio 675   |
| "Maneater (canción de Nelly Furtado)"     | Nelly Furtado                    | 2000s  | Emilia      | Studio 675   |
| "Move Ya Body"                            | Nina Sky                         | 2000s  | Emilia      | Studio 675   |
| "Poison (canción de Bell Biv DeVoe)"      | Bell Biv DeVoe                   | 1990s  | Angel       | Invite Only  |
| "Poker Face"                              | Lady Gaga                        | 2000s  | Mo          | Studio 675   |
| "Pon de Replay"                           | Rihanna                          | 2000s  | Emilia      | Studio 675   |
| "Pump Up the Jam"                         | Technotronic                     | 1980s  | Dare        | Toprock Ave. |
| "Push It"                                 | Salt-N-Pepa                      | 1980s  | Taye        | Toprock Ave. |
| "Rendez-Vu"                               | Basement Jaxx                    | 1990s  | Miss Aubrey | Invite Only  |
| "Rump Shaker"                             | Wreckx-n-Effect                  | 1990s  | Oblio       | Invite Only  |
| "Satisfaction (canción de Benny Benassi)" | Benny Benassi                    | 2000s  | Oblio       | Studio 675   |
| "Teach Me How To Jerk"                    | Audio Push                       | 2000s  | Mo          | Studio 675   |

### Contenido descargable
Las próximas canciones fueron subidas como contenido descargable a 240 Puntos Microsoft ($35) desde el Mercado de Xbox Live. Estas canciones ofrecen además nuevas rutinas.
| Título de la canción       | Artista                                          | Década | Clasificación | Dificultad | Fecha Disponible         |
| -------------------------- | ------------------------------------------------ | ------ | ------------- | ---------- | ------------------------ |
| "Temperature"              | Sean Paul                                        | 2000s  | Simple        | 2          | 4 de noviembre de 2010   |
| "Because of You"           | Ne-Yo                                            | 2000s  | Pesada        | 5          | 4 de noviembre de 2010   |
| "Control"                  | Janet Jackson                                    | 1980s  | Pesada        | 5          | 4 de noviembre de 2010   |
| "I Got You Dancing"        | Lady Sovereign                                   | 2000s  | Imposible     | 6          | 4 de noviembre de 2010   |
| "Word Up!"                 | Cameo                                            | 1980s  | Dura          | 3          | 23 de noviembre de 2010  |
| "I Gotta Feeling"          | The Black Eyed Peas                              | 2000s  | Moderada      | 2          | 23 de noviembre de 2010  |
| "Whoomp! (There It Is)"    | Tag Team                                         | 1990s  | Dura          | 3          | 23 de noviembre de 2010  |
| "Girls & Boys"             | Blur                                             | 1990s  | Entrenamiento | 0          | 21 de diciembre de 2010  |
| "Disturbia"                | Rihanna                                          | 2000s  | Simple        | 1          | 21 de diciembre de 2010  |
| "We Run This"              | Missy Elliot                                     | 2000s  | Pesada        | 5          | 15 de febrero de 2011    |
| "Le Freak"                 | Chic                                             | 1970s  | Simple        | 1          | 15 de febrero de 2011    |
| "Super Freak"              | Rick James                                       | 1980s  | Simple        | 1          | 15 de febrero de 2011    |
| "Heard 'Em All"            | Amerie                                           | 2000s  | Auténtica     | 4          | 15 de febrero de 2011    |
| "Weapon of Choice"         | Fatboy Slim                                      | 2000s  | Calentamiento | 0          | 15 de marzo de 2011      |
| "Hollaback Girl"           | Gwen Stefani                                     | 2000s  | Pesada        | 5          | 15 de marzo de 2011      |
| "Straight Up"              | Paula Abdul                                      | 1980s  | Auténtica     | 4          | 15 de marzo de 2011      |
| "Turnin Me On"             | Keri Hilson                                      | 2000s  | Imposible     | 6          | 15 de marzo de 2011      |
| "Lean wit It, Rock wit It" | Dem Franchize Boyz                               | 2000s  | Simple        | 1          | 19 de abril de 2011      |
| "D.A.N.C.E."               | Justice                                          | 2000s  | Moderada      | 2          | 19 de abril de 2011      |
| "Fergalicious"             | Fergie ft. Will.I.Am                             | 2000s  | Pesada        | 5          | 23 de noviembre de 2010  |
| "Informer"                 | Snow                                             | 2000s  | Simple        | 1          | 17 de mayo de 2011       |
| "Lapdance"                 | N.E.R.D                                          | 2000s  | Dura          | 3          | 17 de mayo de 2011       |
| "Planet Rock"              | Afrika Bambaataa & Soulsonic Force               | 1980s  | Pesada        | 5          | 19 de julio de 2011      |
| "Say Aah"                  | Trey Songz                                       | 2010s  | Simple        | 1          | 19 de julio de 2011      |
| "Break Your Heart"         | Taio Cruz ft. Ludacris                           | 2000s  | Moderado      | 2          | 19 de julio de 2011      |
| "Get It Shawty"            | Lloyd                                            | 2010s  | Moderado      | 2          | 16 de agosto de 2011     |
| "Get Up"                   | James Brown                                      | 1970s  | Moderado      | 2          | 16 de agosto de 2011     |
| "Get Busy"                 | Sean Paul                                        | 2000s  | Dura          | 3          | 16 de agosto de 2011     |
| "Don't Cha"                | Busta Rhymes                                     | 2000s  | Simple        | 1          | 20 de septiembre de 2011 |
| "The Way I Are"            | Timbaland ft. Keri Hilson ft. D.O.E. & Sebastian | 2000s  | Imposible     | 6          | 20 de septiembre de 2011 |
| "Tempted To Touch"         | Rupee                                            | 2000s  | Simple        | 1          | 20 de septiembre de 2011 |

## Recepción
El juego recibió críticas favorables, obteniendo una media de 82 de 100 de Metacritic. El juego recibió 8/10 de parte de IGN y de 8.5/10 por GameSpot.
Hasta el momento se han vendido 3.15 millones de ejemplares en todo el mundo siendo el segundo juego más vendido de Kinect solo siendo superado por Kinect Sports